# Коров'є (Україна)
Коров'є́ — село в Україні,  у Теофіпольській селищній громаді Хмельницького району Хмельницької області. Розташоване на півночі району. До 2018 підпорядковувалось Новоставецькій сільській раді. У 2018-2020 у складі Новоставецької сільської громади.
Населення становить 746 осіб (2007).

## Історія
Вперше згадується у дарчому акті великого князя литовського Вітовта, який 21 серпня 1421 р. подарував село Павлу Ярмолинському. (Єловицькому?) 
Назва його очевидно походить від квітки «коров'як».
Станом на 1886 рік в колишньому державному селі Теофіпольської волості Старокостянтинівського повіту Волинської губернії мешкало 592 особи, налічувалось 109 дворових господарств, існував постоялий будинок.
За переписом 1897 року кількість мешканців зросла до 933 осіб (450 чоловічої статі та 483 — жіночої), з яких 607 — православної віри, 312 — римо-католицької.
7 (20) листопада 1917 року, відповідно до.Третього Універсалу Української Центральної Ради, увійшло до складу Української Народної Республіки.
12 червня 2020 року, відповідно до розпорядження Кабінету Міністрів України № 727-р «Про визначення адміністративних центрів та затвердження територій територіальних громад Хмельницької області», увійшло до складу Теофіпольської селищної громади.
19 липня 2020 року, в результаті адміністративно-територіальної реформи та ліквідації Теофіпольського району, село увійшло до складу Хмельницького району.

## Сучасний стан
У селі є загальноосвітня школа, фельдшерський пункт, клуб, бібліотека, пам'ятник загиблим односельцям у Другій світовій війні.

## Населення

### Мова
Розподіл населення за рідною мовою за даними :
| Мова       | Кількість | Відсоток |
| ---------- | --------- | -------- |
| українська | 737       | 98.14%   |
| російська  | 10        | 1.33%    |
| білоруська | 4         | 0.53%    |
| Усього     | 751       | 100%     |